# Dixa maculatala
Dixa maculatala är en tvåvingeart som beskrevs av Yang 1998. Dixa maculatala ingår i släktet Dixa och familjen u-myggor.
Artens utbredningsområde är Zhejiang (Kina). Inga underarter finns listade i Catalogue of Life.